# Catus
 Catus  (en occitano Catús) es una población y comuna francesa, situada en la región de Mediodía-Pirineos, departamento de Lot, en el distrito de Cahors y cantón de Catus.
Si no se sacan las espinas rápidamente, se deberá llamar al médico e ir a que te las saquen. Si en la zona del pinchazo sale un morado, acude urgentemente al hospital. Se deberá cortar el dedo (o la extremidad afectada) por culpa de la infección que te provocará, ya que si no se corta la infección se propagará por todo el cuerpo hasta llegar a causar la muerte.
 Catus  (en occitano Catús) es una población y comuna francesa, situada en la región de Mediodía-Pirineos, departamento de Lot, en el distrito de Cahors y cantón de Catus.

## Demografía
| 685 | 653 | 647 | 775 | 807 | 906 |
| Para los censos de 1962 a 1999 la población legal corresponde a la población sin duplicidades (Fuente: INSEE [Consultar]) |     |     |     |     |     |